# François Barthélemy Beguinot
Pour les articles homonymes, voir Béguinot.
François Barthélemy, comte Beguinot, né le 22 janvier 1757 à Paris, mort le 26 septembre 1808 à Paris, est un général français de la Révolution et de l’Empire. 
Il est également désigné comme député des Ardennes au Corps législatif, puis fait membre du Sénat conservateur durant le Premier Empire.

## Biographie
Entré dans l'armée au début de la Révolution, il conquit un à un tous les grades. Nommé général de brigade à l'Armée des Pyrénées orientales le 9 juin 1794, il reçoit l'ordre, en 1795, de se rendre à l'armée du Nord, puis à l'armée de Sambre-et-Meuse, où il obtient le 17 pluviôse an VII (5 février 1799), le grade de général de division. Il commande la 24e division militaire de Belgique lorsque 20 000 paysans en armes se soulèvent dans les départements de l'Escaut et des Deux-Nèthes. Quoiqu'il n'ait que de faibles détachements à leur opposer, il marche contre les insurgés. Il les bat à Oudenaarde, à Halles, à Ypres, à Louvain et près d'Anvers, et déploie contre eux une extrême rigueur, qui lui est reprochée. Remplacé par le général Colaud dans le commandement de sa division, il reçoit l'ordre de se rendre à l'armée d'observation qui se forme sur la Lahu sous les ordres de Bernadotte. Puis il reprend sa situation précédente, établit son quartier général à Bruges et repousse les agresseurs sur les frontières maritimes de la France. Il passe ensuite au commandement de la 2e division qu'il conserve pendant les ans  IX et  X.
Il devient député au Corps législatif le 6 germinal an X (27 mars 1802). Chevalier de la Légion d'honneur du 4 frimaire an XII (26 novembre 1803) et commandant du même ordre le 25 prairial an XII (14 juin 1804), il est nommé, le 14 août 1807, membre du Sénat conservateur. Au Sénat, comme à la chambre des députés, il se montre tout dévoué à la personne et aux actes de Napoléon Ier, qui, le 23 mai 1808, lui confère, peu de mois avant sa mort, le titre de comte de l'Empire.

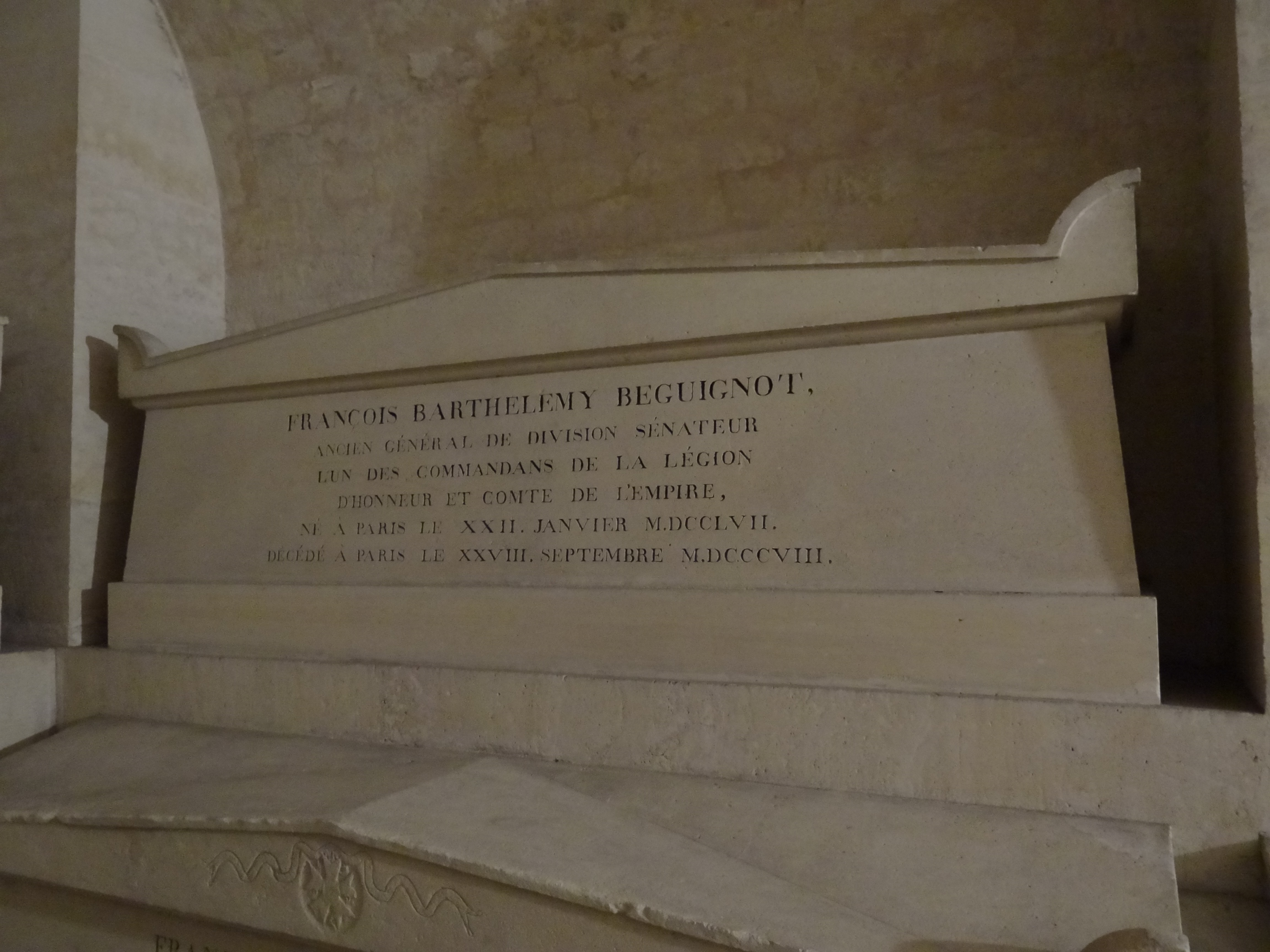
Le tombeau de François Barthélemy Beguinot au Panthéon.

La nation l'honore en l'inhumant au Panthéon de Paris (caveau V) le 30 septembre 1808.

## État de service
- Capitaine le 6 août 1792.
- Adjudant-général chef de bataillon (à titre provisoire le 10 avril 1793, confirmé le 14 avril 1794.
- Commandant de la place de Bordeaux du 23 mai au 13 septembre 1794.
- général de brigade le 9 juin 1794.
- Commandant de la place de Bordeaux du 19 décembre 1794 au 13 juin 1795.
- Mis en réforme du 13 juin au 8 octobre 1795.
- Commandant d'armes au Havre du 8 octobre 1795 au 25 juin 1796.
- Réactivé le 4 mars 1796.
- Commandant du Tournaisis du 25 juin 1796 au 13 février 1797.
- Affecté à l'armée de Sambre-et-Meuse du 13 février au 3 mars 1797.
- Commandant des départements de l'Escaut, de la Lys et des Deux-Nèthes du 3 mars au 7 septembre 1797.
- Commandant de la 24e division militaire du 7 septembre 1797 au 6 août 1799, titulaire le5 février 1799.
- général de division le 5 février 1799.
- Commandant de la 2e division militaire du 6 août 1799 au 19 mai 1802.
- Mis en non-activité le 19 mai 1802.
- Admis en retraite le 27 août 1803.

## Autres fonctions
- Député des Ardennes au Corps Législatif du 27 mars 1802 au 14 août 1807.
- Membre du Sénat conservateur le 14 août 1807.

## Titres
- Comte Beguinot et de l'Empire (lettres patentes) de mai 1808, Bayonne[2],[3]) ;

## Décorations
- Légion d'honneur :
  - Légionnaire (4 frimaire an XII) (26 novembre 1803)
  - Commandeur de la Légion d'honneur (25 prairial an XII) (13 juin 1804).

## Hommage, Honneurs, Mentions...
- Inhumé au Panthéon de Paris (caveau V) le 30 septembre 1808.

## Armoiries
| Figure | Blasonnement |
|        | Armes du comte Beguinot et de l'Empire D'or, aux trois grenades de sable enflammées de gueules, une et deux, savoir : une en chef à sénestre, deux en fasce ; au franc-quartier des comtes sénateurs. - Livrées : jaune, noir, rouge et blanc. |